# Когти (фильм)
«Когти» (телугу పంజా; Panjaa) — индийский боевик, оригинально снятый на языке телугу, режиссёра Вишнувардхана. Фильм стал дебютом для актрисы Сары-Джейн Диас (для неё первый фильм на телугу) и модели Анджали Лавания (для неё единственный фильм на данный момент).

## Сюжет
Джай — опытный стрелок и приспешник Бхагавана, который является опасным преступником в Калькутте, но он остаётся верным ему, поскольку тот помог в поисках людей, которые изнасиловали его мать и сестру, когда он приехал в Калькутту в детстве после смерти своего отца. Бхагван соперничает с Кулкарни, целью которого является свержение Бхагавана. Всё было спокойно, пока сын Бхагвана Мунна не вернулся в Индию. Он неуравновешенный и очень импульсивный юноша. Ему понравилась клубная танцовщица Джанави, но та отвергла его и обидела этим.
В то же время Джай случайно встречается с Сандхьей, которая работает экологом и обожает природу. Взаимное восхищение друг другом перерастает в романтические чувства. Тем временем Мунна продолжает сходить с ума по поводу Джанави.
Сабхапати работает на Бхагавана. Мунна плохо относится к нему, но Бхагавану все равно. В итоге Сабхапати присоединяется к банде Кулкарни, чтобы защитить себя. Джай похищает Рахула сына Сампата и племянника Кулкарни. Мунна убивает его когда тот насмехается над ним из-за отказа Джанави. Мунна находит Джахнави в квартире Джая и жестоко убивает её. Джай убивает Мунну, выбросив его из окна своей квартиры. Эту сцену видит Гуравайя, сподвижник Бхагавана, который является доносчиком у Кулкарни. Он сообщает об этом Бхагавану, чтобы избавиться от Джая.
Решив отказаться от верности Бхагавану, Джай отправляется в Паласу, деревню Сандхьи, где её брат Ашок — доблестный и добрый коп. Он встречает полицейского С. И. Папараюду, и решает проблемы деревни используя его личность. Когда на Сандхью нападают местные бандиты, Джай больше не может скрыть правду от неё и рассказывает ей о своей жизни в Калькутте. Поскольку он сказал правду, Сандхья принимает его таким.
С другой стороны, Бхагаван не может успокоиться, пока не отомстит. Он убивает Чхото, лучшего друга и помощника Джайя. Тем временем Сандхью похищают и отправляют в Калькутту. В припадке гнева при потере Чхоту и Сандхьи, Джай возвращается и начинает охотиться за своими соперниками. Он идет в дом Кулкарни и убивает всех, кроме Кулкарни. Тот признается, что не он ответственен за похищение Сандхьи, а Гурувайя, и умирает в его попытке убить Джая. Позже Джай убивает Гурувайю. Наконец, он достигает Бхагавана, который фактически похитил Сандхью.
Хотя Джай рассказывает Бхагавану, что Мунна убил Джанави, тот по-прежнему считает, что Джаю не следовало убивать его сына. В итоге Джай стреляет в Бхагавана, когда Бхагаван стреляет в Сандхью. Сандхья ранена, но выживает, а Бхагаван умирает. Джай воссоединяется с Сандхьей, и они оба начинают новую жизнь...

## В ролях
- Паван Кальян — Джай
- Сара-Джейн Диас[англ.] — Сандхья, экологический активист
- Анджали Лавания[англ.] — Джахнави, танцовщица
- Джеки Шрофф — Бхагаван, антагонист
- Адиви Сеш[англ.] — Мунна, сын Бхагвана
- Али[англ.] — Чоту, друг Джайдева
- Атул Кулкарни[англ.] — Кулкарни, конкурент Бхагавана
- Таникелла Бхарани[англ.] — Гурувайя, работник Бхагвана
- Брахманандам[англ.] — Папараюду
- Суббараджу[англ.] — Ашок, брат Сандхьи
- Сурекха Вани[англ.] — мать Джайдева
- Сампат Радж[англ.] — Сампат
- Паручури Вентакесвара Рао — Сабхапатхи, работник Бхагвана
- Кишор Баллал — бабушка Сандхьи
- Джханви — Лакшми

## Производство
На одну из главных женских ролей согласилась бывшая «Мисс Индия» Сара-Джейн Диас, для которой фильм стал дебютом в телугуязычном кинематографе, состоявшимся через два года после тамильского фильма Theeradha Vilaiyattu Pillai. Также на одну из главных ролей согласилась Джиа Хан, но впоследствии она отказалась по неизвестным причинам, и её заменили на Анджали Лаванию, известную по появлению в календаре Kingfisher и нескольким рекламным роликам. На роль главного злодея согласился актёр Болливуда Джеки Шрофф, для которого этот фильм стал пятым на телугу в его карьере. Другую отрицательную роль был выбран исполнить Адиви Сеш.
Съёмки начались 15 апреля 2011 года в Калькутте, где снимали главную часть фильма. Затем летом съёмочная группа перебралась в город Поллачи, затем Караукуди, потом сняли одну из песен на крупнейшей киностудии Ramoji Film City. После этого в той же студии сняли item-песню, где героиня Анджали исполняла танец живота, хореографией которого занималась Гита Капур, которая она известна своей работой в клипе «Sheila Ki Jawani» из фильма Tees Maar Khan.
Первоначальное название фильма было «The Shadow», но его сменили по неизвестным причинам.

## Саундтрек
| №  | Название                             | Исполнители                                    | Длительность |
| -- | ------------------------------------ | ---------------------------------------------- | ------------ |
| 1. | «Panjaa»                             | Юван Шанкар Раджа                              | 3:34         |
| 2. | «Ela Ela»                            | Харичаран, Швета Пандит                        | 5:05         |
| 3. | «Veyra Chey Veyra»                   | Салони                                         | 4:29         |
| 4. | «Kshanam Kshanam»                    | Швета Пандит                                   | 1:45         |
| 5. | «Anukoneledhugaa Kalakaanekaadhugaa» | Белли Радж, Прия Химеш                         | 4:27         |
| 6. | «Paparayudu»                         | Хемачандра, Сатьян, Паван Кальян, Брахманандам | 5:15         |
| 7. | «Panjaa (Remix)»                     | Юван Шанкар Раджа, Блейз                       | 3:08         |

## Релиз
Фильм был выпущен не только на телугу, но и в дубляже на хинди, однако дублированная тамильская версия была отложена на неопределённый срок.
По итогам проката фильм получил статус «ниже среднего».